# Lycaenodon longiceps
Lycaenodon longiceps è un terapside estinto, appartenente ai biarmosuchi. Visse nel Permiano superiore (circa 259 - 254 milioni di anni fa) e i suoi resti fossili sono stati ritrovati in Sudafrica.

## Descrizione
Tutto ciò che si conosce di questo animale sono un paio di crani conservati solo nella parte anteriore, ed è quindi impossibile ricostruirne fedelmente l'aspetto, ma dal raffronto con altri animali simili e meglio noti (ad esempio Biarmosuchus) si suppone che Lycaenodon non superasse il metro e venti di lunghezza. Lycaenodon era caratterizzato da un muso lungo, alto e piuttosto stretto. L'osso frontale andava a formare una parte dell'orbita, mentre il postorbitale era molto grande. La formula dentaria era composta da cinque incisivi, un canino e sei denti postcanini nella mascella superiore; il secondo postcanino era il più grande. Come nella maggior parte dei primi terapsidi, la settomascella in Lycaenodon è costituita da una breve porzione intranariale e da un lungo processo facciale posterodorsale. Il forame septomascellare è ridotto a una piccola fessura longitudinale tra la septomaxilla e la mascella vera e propria. Nel palato, il vomere impari è circondato anteriormente da lunghi processi palatali dei premascellari. Le coane sono strutture allungate la cui porzione anteriore ospitava il canino inferiore quando le mascelle erano chiuse. Il palatino e la mascella formano un piccolo "ripiano" (crista choanalis) sulla loro superficie mediale che si suppone rappresentasse uno stadio precoce nello sviluppo di un palato secondario.  
Lycaenodon era caratterizzato da tre autapomorfie: la premascella porta un processo coanale a forma di voluta che copre la porzione anteriore delle narici interne, il vomere è più largo a livello dei canini superiori con i suoi bordi rivolti verso il basso che iniziano più posteriormente, e la superficie dorsale del postfrontale è convessa. Un altro esemplare riferito a Lycaenodon conserva caratteristiche aggiuntive che potrebbero essere autapomorfe, ma non sono conservate nell'olotipo (Sidor, 2003). 

## Classificazione
Lycaenodon longiceps venne descritto per la prima volta da Robert Broom nel 1925, sulla base un cranio fossile rinvenuto nella Cistecephalus Assemblage Zone in Sudafrica, in terreni del Permiano superiore. Successivamente Broom descrisse un altro cranio inizialmente considerato una nuova specie del genere Hipposaurus (H. rubidgei) e successivamente da Boonstra come un genere a sé stante (Hipposauroides), ma ulteriori ricerche hanno dimostrato che questo fossile era un altro esemplare di Lycaenodon longiceps. Broom ascrisse a questa specie anche un terzo fossile (la parte posteriore di un cranio), ma successivamente questo resto è stato ascritto a un gorgonopside o a un dinocefalo indeterminato. 
Inizialmente Lycaenodon venne ascritto ai gorgonopsidi, ma alcune caratteristiche arcaiche del palato hanno permesso successivamente di classificare questo genere tra i biarmosuchi, un gruppo di terapsidi ancor più arcaici (Rubidge et al., 2006; Day, 2018). L'acquisizione parallela di una crista choanalis e di un palato secondario osseo in diversi gruppi di terapsidi supporta l'ipotesi che i cambiamenti legati alla respirazione fossero un aspetto importante dell'evoluzione iniziale dei terapsidi (Sidor, 2003).